# NSU-Fiat Weinsberg 500
La NSU-Fiat Weinsberg 500 (dal 1960 Neckar Weinsberg 500) è una vettura basato sulla Fiat Nuova 500 (1957–1977), disponibile sia come berlina che come coupé.
Come il furgone Neckar Pully, è stata progettata dalla NSU/FIAT e carrozzata dalla Karosseriewerke Weinsberg.
La NSU/Fiat presentò la Weinsberg nel marzo del 1959. Durante tutta la sua carriera dal 1959 al 1963, furono prodotte complessivamente 6.228 vetture.
Due versioni della Weinsberg furono vendute: la coupé e la berlina, che differiscono solo nel design del lunotto posteriore.